# アンペラ (小惑星)
アンペラ (198 Ampella) は、小惑星帯に位置する大きな小惑星の一つで、S型小惑星である。
1879年6月13日にフランスの天文学者、アルフォンス・ルイ・ニコラ・ボレリーが発見し、ギリシア神話に登場するディオニュソスの親友でサテュロスの一人アムペロス（ラテン語読みはアンペロス）から命名された。